# Polystichtis sudias
Polystichtis sudias är en fjärilsart som beskrevs av William Chapman Hewitson 1857. Polystichtis sudias ingår i släktet Polystichtis och familjen Riodinidae. Inga underarter finns listade i Catalogue of Life.